# Estadio Presidente Perón
El Estadio Presidente Perón, conocido popularmente como el Cilindro, es un recinto deportivo propiedad del Racing Club, ubicado en la ciudad de Avellaneda, Argentina. Localizado en la intersección de las calles Mozart y Corbatta, fue inaugurado el 3 de septiembre de 1950 con un partido entre Racing Club y Vélez Sarsfield por el Campeonato de Primera División, que finalizó 1–0 a favor del equipo local.
Fue construido sobre los terrenos del antiguo estadio por ingenieros de la empresa Geopé. Su nombre oficial rinde homenaje al presidente Juan Domingo Perón, quien facilitó los créditos para su ampliación mediante el entonces ministro de Hacienda, Ramón Antonio Cereijo. A pesar de esto, la estructura cilíndrica característica del recinto le valieron los apelativos de «El Cilindro» y, ocasionalmente, «El Coliseo».
Ha sido escenario de eventos deportivos históricos, incluidos partidos internacionales. Ostenta el récord de asistencia en el fútbol argentino con el encuentro entre Racing Club y Celtic por la Copa Intercontinental 1967, al que asistieron cerca de 120 000 espectadores. Actualmente, el estadio cuenta con un aforo aproximado de 55 880 personas.
En 2024, la revista británica FourFourTwo lo incluyó en su lista de los 100 mejores estadios del mundo y lo describió como «uno de los mejores lugares para disfrutar del fútbol, gracias a su gran atmósfera».

## Historia

### Construcción

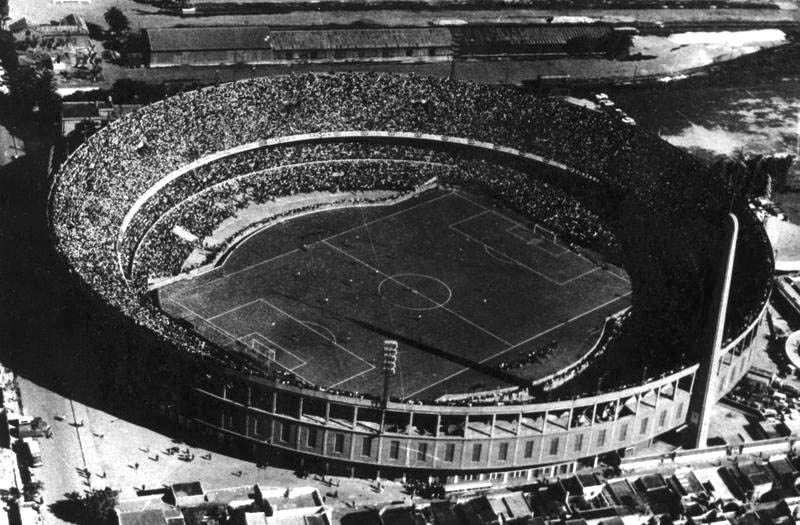
Vista aérea del Cilindro en el día de su inauguración (1950).

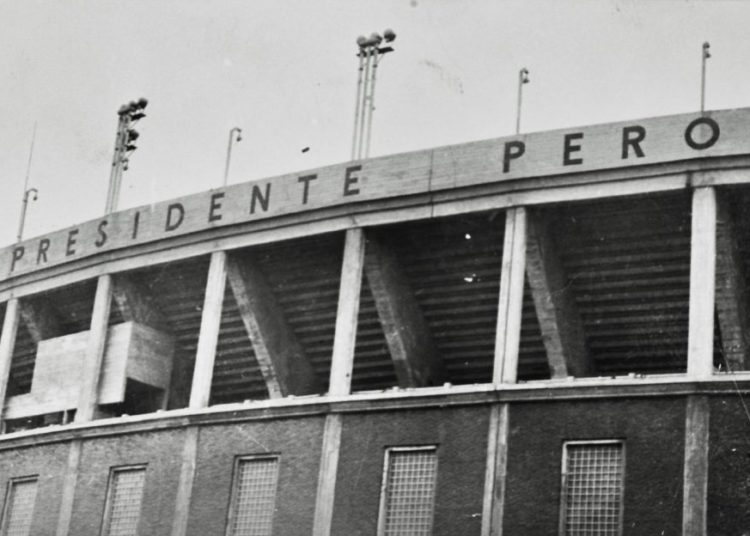
Vista externa del Cilindro. Se aprecia el rótulo indicando su nombre oficial (1950).

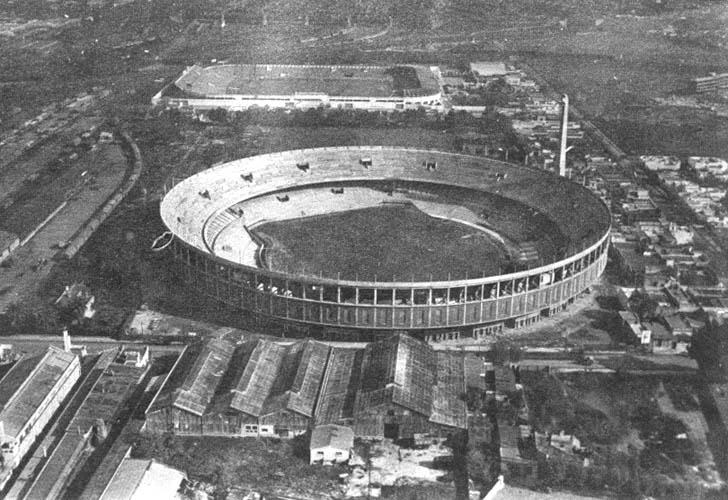
Curiosamente, el Cilindro y la Doble Visera de Independiente, el clásico rival de Racing Club, estuvieron a menos de 300 metros de distancia (1950).

El Racing Club tuvo su primer estadio con tablones de madera en la intersección de las calles Alsina y Colón, ubicado en plena ciudad de Avellaneda, Buenos Aires. Aquel recinto fue sede de numerosos partidos importantes, albergando finales de copas nacionales y el último partido del Campeonato Sudamericano 1916 (actual Copa América). Tenía un aforo aproximado de 50 000 espectadores. Sin embargo, los terrenos del predio eran propiedad de la empresa británica Ferrocarril del Sud.
El 27 de marzo de 1944, luego de numerosas negociaciones que se habían prolongado desde 1938, una comisión se encargó de adquirir 30 000 m2 colindantes al estadio que aún pertenecían a los ferrocarriles. De esta forma, el club amplió su campo de deportes y dio paso a la construcción de un nueva instalación deportiva con graderías de cemento.
El 16 de agosto de 1946, el Poder Ejecutivo Nacional le otorgó un préstamo de 3 000 000 de pesos al Racing Club, a través del decreto 7.395. Al crédito original se le sumaron otros 8 000 000 gracias a la gestión de Ramón Cereijo como ministro de Hacienda en el gobierno de Juan Domingo Perón, presidente del país. Todo este dinero fue devuelto por la institución puntualmente.
Como gesto de agradecimiento, la comisión directiva del club nombró presidente honorario a Perón, y socios honorarios a Cereijo, Eva Perón (primera dama), Juan Atilio Bramuglia (canciller) y Miguel Miranda (presidente del BCRA). El presidente del Racing Club, Carlos Paillot, decidió que el nuevo estadio llevaría el nombre del primer mandatario: Presidente Perón.
El 1 de diciembre de 1946 se disputó el último partido en Alsina y Colón, donde el equipo local fue derrotado 6–4 por Rosario Central en la última fecha del Campeonato de Primera División. A fines de ese año, se desarmó el recinto. 
La construcción de la nueva instalación estuvo a cargo de la empresa constructora Geopé, filial de la alemana Philipp Holzmann, reconocida por sus ingenieros con experiencia en la reconstrucción de ciudades devastadas durante la Segunda Guerra Mundial y por su participación en otras obras destacadas de Argentina.
Uno de los problemas que presentó el levantamiento del estadio fue la inundabilidad de sus terrenos. En ese lapso, Perón sugirió construirlo en el barrio porteño de Retiro, donde hoy se encuentra el Sheraton Buenos Aires Hotel. Sin embargo, las autoridades del club decidieron quedarse en Avellaneda. Mientras se construía su nueva sede, Racing Club jugó sus partidos como local en los estadios de Boca Juniors, Independiente y San Lorenzo.

### Inauguración
El 3 de septiembre de 1950 se inauguró el estadio Presidente Perón sobre la intersección de los pasajes Mozart y Cuyo. El evento coincidió con la 21.ª fecha del Campeonato de Primera División, la cual enfrentó a Racing Club y a Vélez Sarsfield. Aquel partido terminó en victoria de los locales por 1 a 0 con gol de Llamil Simes.
Según las crónicas especializadas de la época, el gol fue marcado en posición adelantada, un hecho que no fue advertido por el árbitro inglés Robert Aldridge. Este recibió abucheos constantes de la hinchada local, en parte debido al ambiente de tensión que se generó por el comportamiento de los jugadores de ambos equipos durante el encuentro.

### Primeros eventos destacados

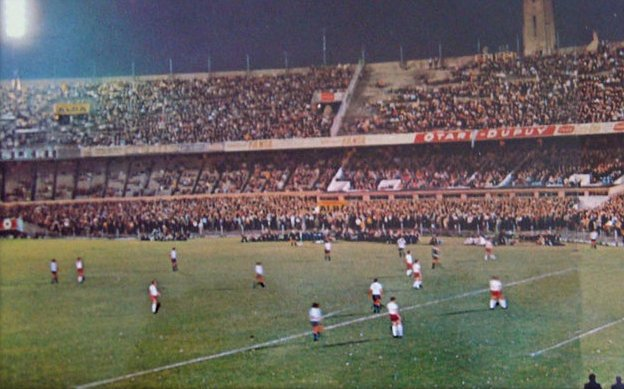
Vista interior del Cilindro. Amistoso entre Racing Club y Bayern Múnich (1966).

El 25 de febrero de 1951 tuvo lugar la inauguración de la 1.ª edición de los Juegos Panamericanos. La ceremonia incluyó un desfile de las 21 delegaciones americanas y culminó con el lanzamiento de fuegos artificiales, convirtiéndose en la primera vez en la historia (incluso de los Juegos Olímpicos) que este tipo de espectáculo fue utilizado en una inauguración. También fue sede de todos los partidos de fútbol del evento.
El 12 de noviembre de 1961, Racing Club se coronó campeón del Campeonato de Primera División frente a 90 000 espectadores, tras vencer 3–2 a San Lorenzo en la 27.ª fecha. A pesar de haber obtenido tres títulos luego de la inauguración del Cilindro (1950, 1951 y 1958), esta fue la primera vez en que la consagración y la vuelta olímpica se produjeron en su propio estadio.
El 19 de diciembre de 1966 se jugó un partido amistoso (Copa Siemens) entre Racing Club y Bayern Múnich de Alemania, que finalizó 3–2 a favor del local, frente a 70 000 espectadores. El encuentro fue organizado por la multinacional Siemens AG para inaugurar las torres de iluminación del estadio, las más modernas del continente, aprovechando la gira del equipo alemán por Sudamérica.

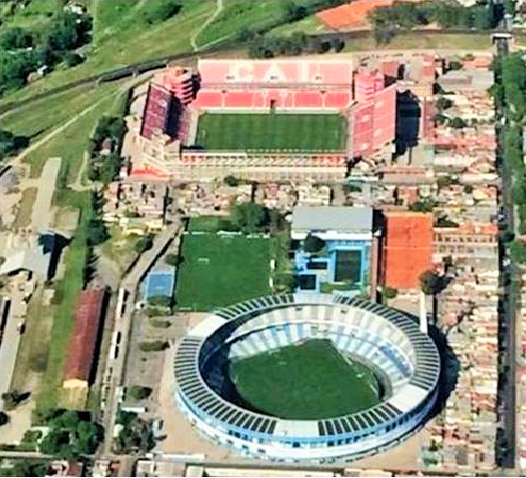
Vista aérea del Cilindro y el actual Libertadores de América de Independiente, separados por 300 metros (2016).

El 1 de noviembre de 1967 se jugó el partido de vuelta de la Copa Intercontinental entre Racing Club y Celtic de Escocia, que finalizó 2–1 a favor del local. Este encuentro se convirtió en el más concurrido de la historia del fútbol argentino, con un total de 90 789 entradas vendidas, lo que equivale a aproximadamente 120 000 espectadores en el Cilindro.

### Clausura y renovaciones

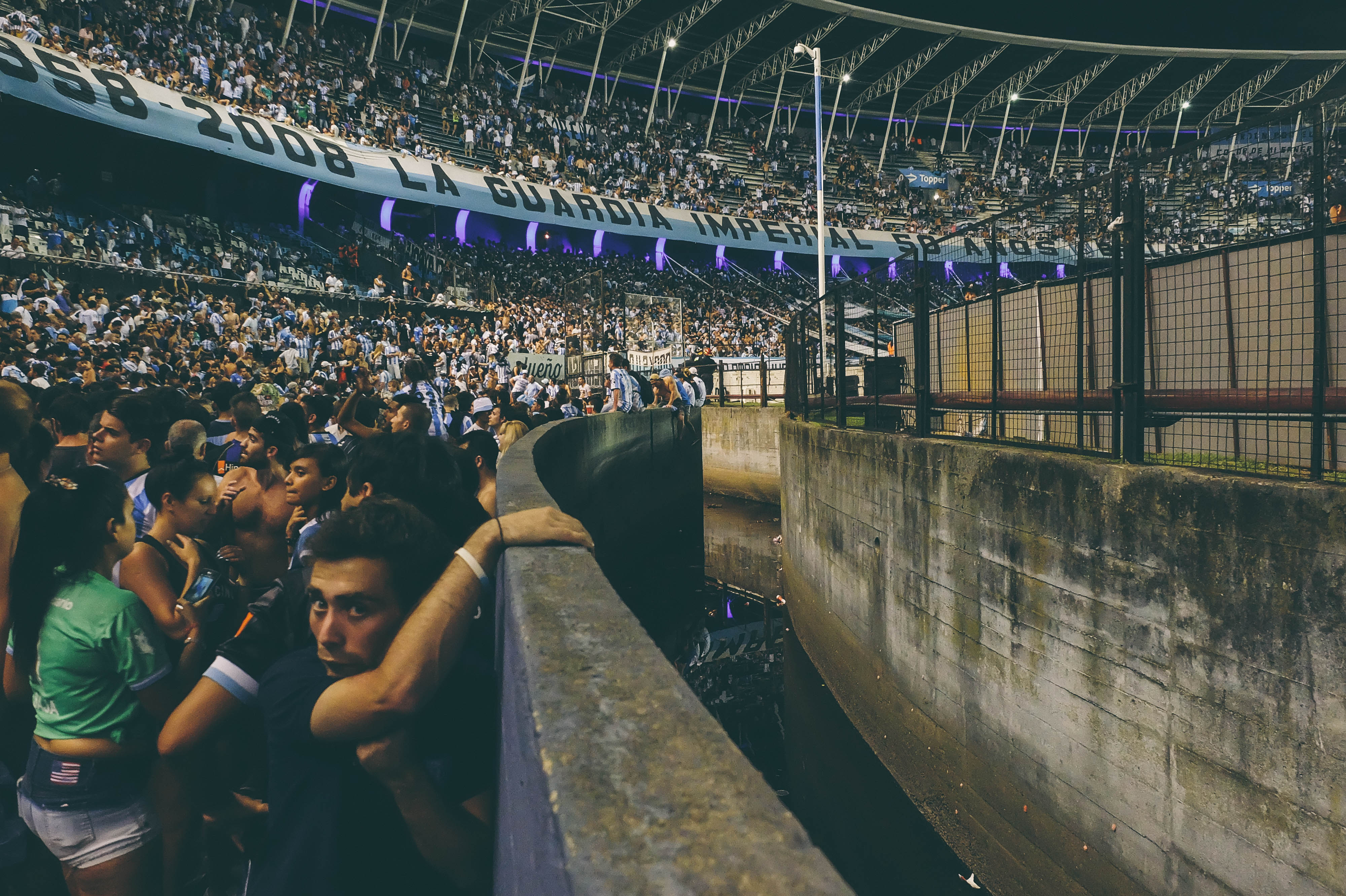
Vista interior del Cilindro, donde se aprecia la fosa presente desde su inauguración hasta 2022 (2016).

El 17 de mayo de 1981, tras la victoria 4–0 de Racing Club sobre Huracán por la 18.ª fecha del Campeonato de Primera División, el Cilindro cerró por falta de mantenimiento. Durante dos años, el club debió jugar sus partidos como local en los estadios de Independiente, Boca Juniors, Vélez Sarsfield, Atlanta, Ferro Carril Oeste y Huracán. El 12 de octubre de 1983, Racing Club reabrió su sede con un empate 0–0 ante Estudiantes (LP), por la 22.ª fecha del Campeonato de Primera División.
En 1993, el Cilindro cambió su dirección cuando la Municipalidad de Avellaneda aprobó la solicitud del Racing Club para renombrar el pasaje Cuyo como «Oreste Corbatta» en honor al futbolista histórico de la institución, fallecido el 5 de diciembre de 1991. Desde entonces, la dirección oficial se ubica en la intersección de los pasajes Mozart y Corbatta.
El 23 de julio de 1997 se jugó el partido de ida de las semifinales de la Copa Libertadores entre Racing Club y Sporting Cristal de Perú, que finalizó 3–2 a favor del local. Aquella jornada hizo aparición una estructura metálica que, posteriormente, sostendría el techo traslúcido del recinto y al nuevo sistema de iluminación. Este último se estrenó el 22 de febrero de 1998, en un partido entre Racing Club y San Lorenzo por la 2.ª fecha del Torneo Clausura, que finalizó 2–1 a favor del local. Finalizadas todas estas reformas, el Cilindro se convirtió en el primer estadio argentino con la totalidad de sus plateas techadas.

### Cambios estructurales y alquileres

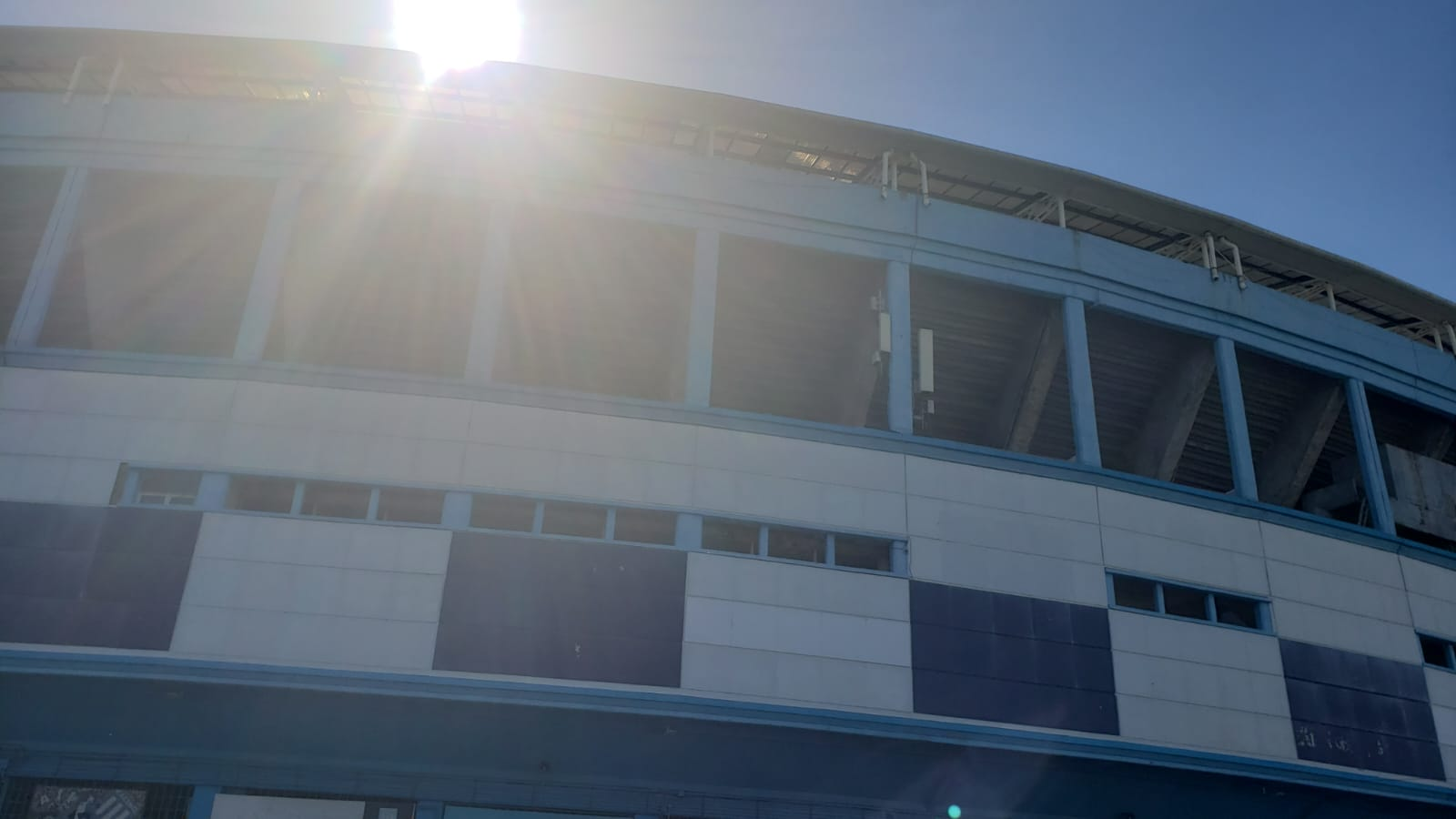
Vista externa moderna del Cilindro desde la calle Colón (2021).

En 1999, Racing Club enfrentó una crisis que casi lo lleva a la quiebra. Las protestas de hinchas, incluida una masiva concentración en el Cilindro el 7 de marzo, evitaron el cierre y propiciaron la sanción de la Ley 25.284, que estableció un régimen especial de fideicomiso para clubes en crisis. El 29 de diciembre de 2000, la gerenciadora Blanquiceleste asumió el control, pero fue criticada por alquilar el estadio a Independiente (que estuvo reconstruyendo su sede entre 2006 y 2009) por obligación de la AFA. Su gestión duraría hasta el 7 de julio de 2008, cuando fue rescindido su contrato luego de pésimos resultados deportivos y una administración inestable.

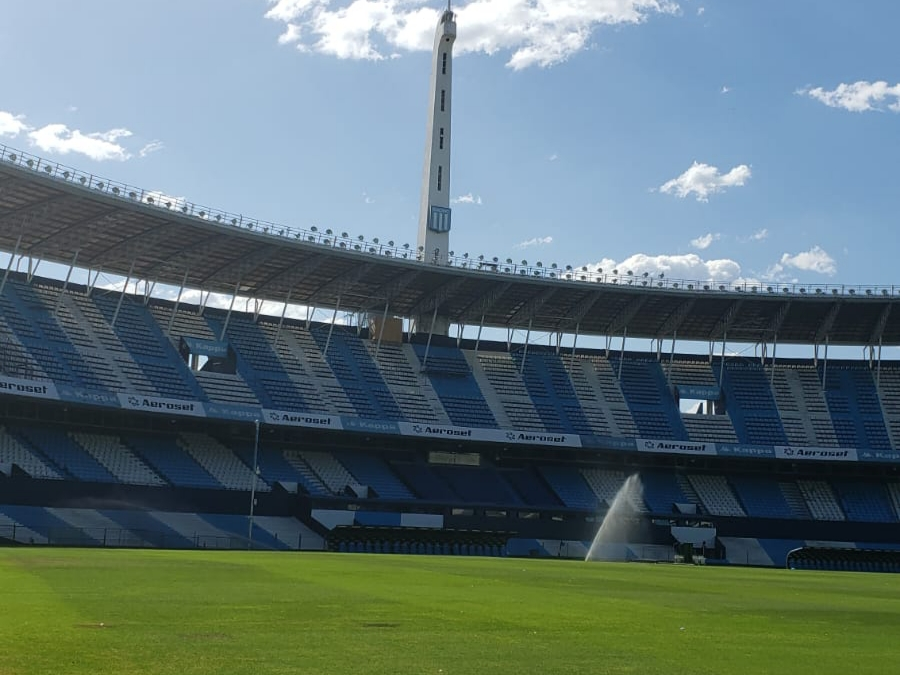
Vista interior desde el campo de juego hacia las plateas, donde se aprecia el mástil (2021).

El 15 de septiembre de 2002 se jugó la 8.ª fecha del Torneo Apertura entre Racing Club y Banfield, que finalizó 1–0 a favor del local. En aquel partido se inauguró un sistema de control y seguridad, compuesto por varias cámaras y altoparlantes, que originalmente debía estar listo para el partido contra Nueva Chicago por la 6.ª fecha del campeonato (encuentro postergado). Mientras se realizaban las reformas que llevaron al cierre temporal del Cilindro, el club jugó como local en los estadios de River Plate y Vélez Sarsfield.
El 13 de agosto de 2004 se jugó la 1.ª fecha del Torneo Apertura entre Racing Club y Argentinos Juniors, que finalizó 1–0 a favor del local. En este encuentro se quitaron los alambrados perimetrales de las tribunas locales y se inauguraron plateas dentro del campo de juego. Dichas características fueron impulsadas por la gerenciadora Blanquiceleste con apoyo del Coprosede, como un intento de erradicar la violencia en el fútbol argentino.

### Proyección internacional y renovaciones
El 14 de diciembre de 2014, Racing Club se coronó campeón del Campeonato de Primera División frente a 60 000 espectadores, tras vencer 1–0 a Godoy Cruz en la última fecha. Esta victoria marcó la segunda coronación del club como local en su estadio, en una jornada donde se superó el aforo habitualmente permitido.
El 10 de junio de 2016, el Consejo Deliberante de Avellaneda aprobó que un tramo de la calle Italia, lindante al Cilindro, pase a llamarse «Diego Milito», en honor a uno de los futbolistas más emblemáticos de la institución.
El 18 de febrero de 2017 se jugó un partido amistoso entre Racing Club y Huracán, que finalizó 4–3 a favor del local. En aquel encuentro se inauguró el nuevo sistema lumínico del Cilindro, con tecnología de Arena Visión, y mejoras sonoras en las plateas A y B. El 9 de septiembre, por la 2.ª fecha de la Campeonato de Primera División 2017-18, Racing Club derrotó 4–1 a Temperley e instaló una pantalla led gigante, desarrollada por Publicidad Estática Internacional.
El 18 de octubre de 2020, la comisión directiva de Víctor Blanco presentó el Plan Integral de Modernización del estadio con una inversión de 20 millones de dólares.
El 4 de octubre de 2023, a través de la candidatura de la Conmebol, se incluyó al Cilindro como una posible sede de la Copa Mundial de Fútbol de 2030.
El 27 de enero de 2024 se jugó la 1.ª fecha de la Copa de la Liga Profesional entre Racing Club y Unión, que finalizó 1–0 a favor de la visita. En aquel encuentro se inauguraron las renovaciones del complejo lumínico del estadio, hecho por la empresa Synergia It Group. El 20 de julio, por la 6.ª fecha del campeonato de la Campeonato de Primera División, Racing Club venció 3–0 a Godoy Cruz e inauguró la instalación de césped artificial en la zona de banco de suplentes del campo de juego.

## Características

### Estructura

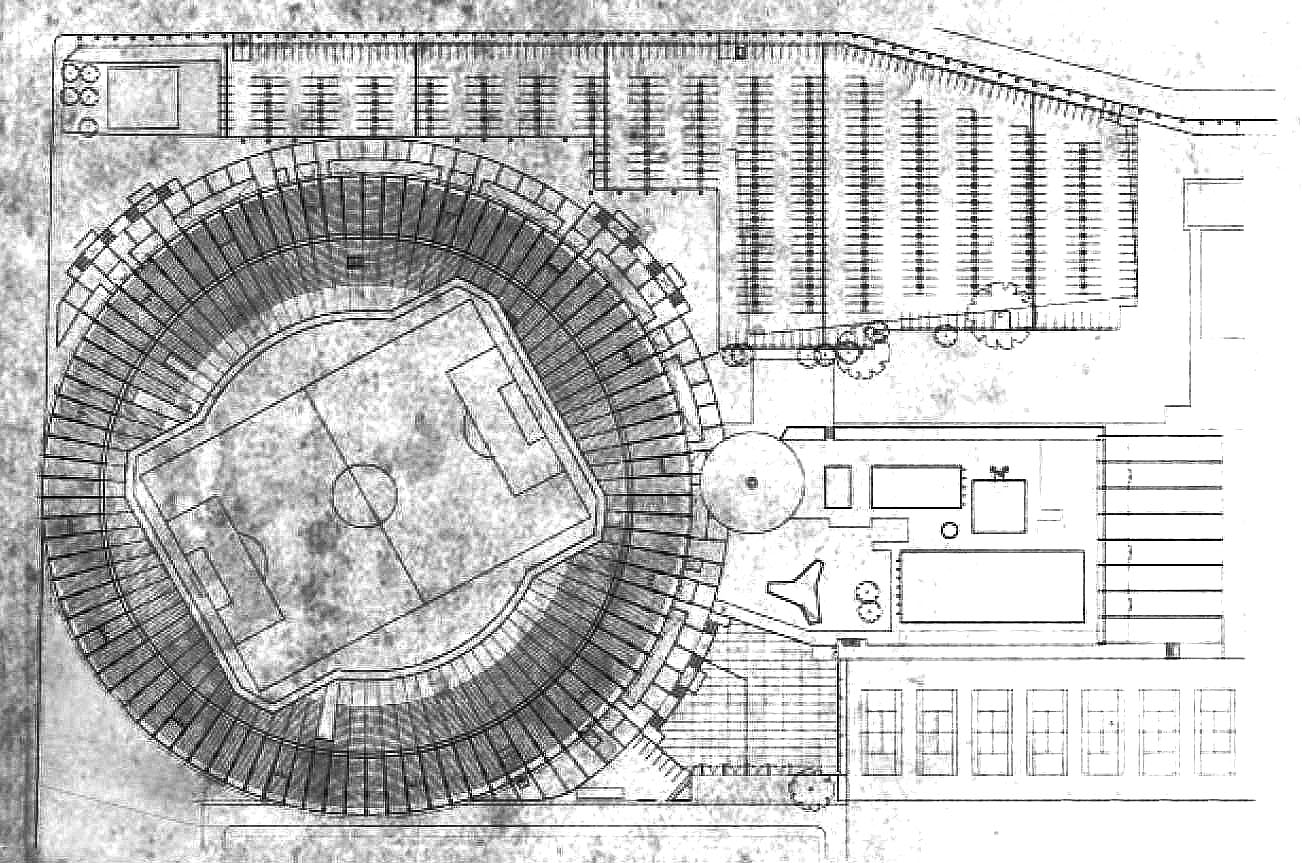
Planos originales del Cilindro, realizados por la GEOPÉ (1944).

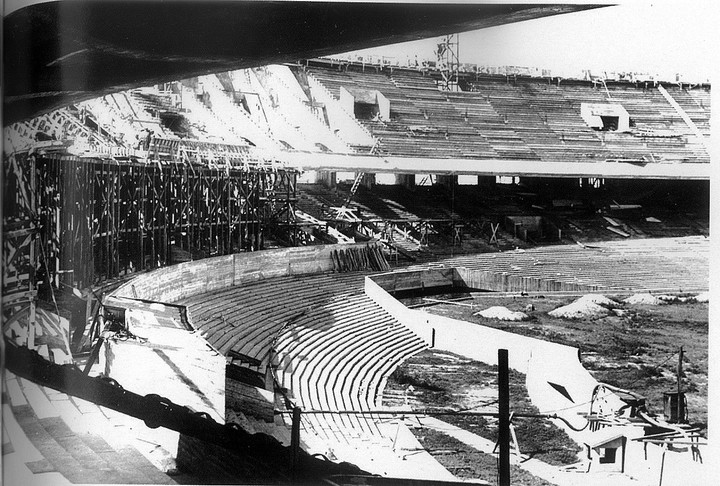
Vista interior del Cilindro, aún en construcción (1949).

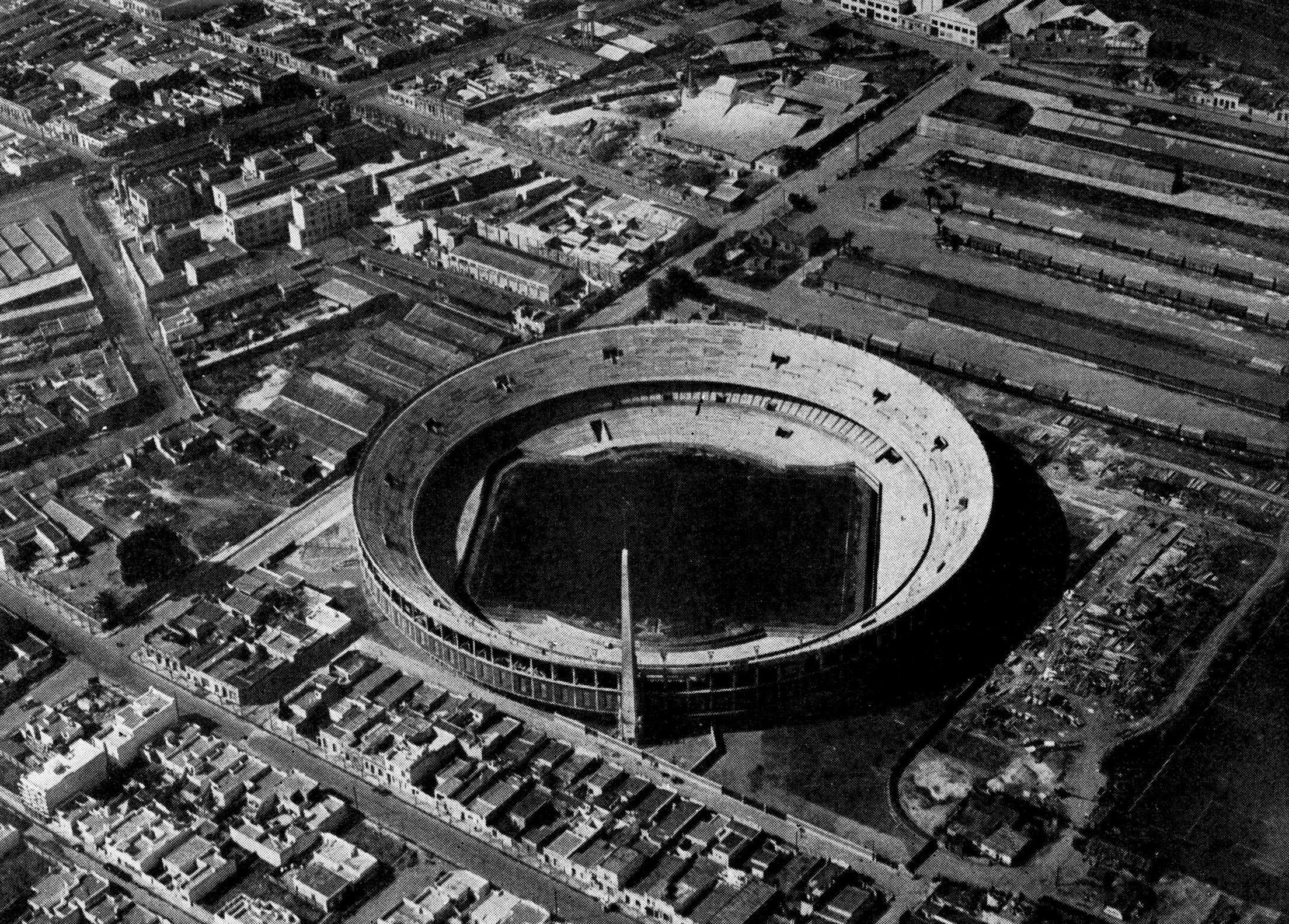
Vista aérea del Cilindro antes de su inauguración (1950).

El campo de juego del Cilindro varió con respecto al antiguo recinto ya que se cambió la instalación de los arcos de manera perpendicular. Sus dimensiones terminaron siendo de 105 × 70 metros.
Posee un obelisco en uno de sus costados, en cuya cima hay un mástil con una bandera de la institución y un lugar para colocar una cámara de televisión y transmitir partidos desde las alturas. Esta característica fue tomada de la anterior sede. El arquitecto Eduardo E. Baumeister lo colocó en un punto estratégico de tal forma que, en la fecha de su cumpleaños, la sombra se proyectara justo en la mitad de la cancha emulando a un reloj gigante.
Su anillo inferior estuvo rodeado por una fosa con agua que separaba las tribunas del campo de juego. Dicha característica permitió que en 2004 se retiraran los alambrados de las tribunas cabeceras. En 2022, la fosa fue tapada para ampliar la capacidad del estadio y mejorar la visión del espectador.
Sobres las inmediaciones del recinto hay un estacionamiento para los socios, canchas de entrenamiento, una piscina y otras instalaciones de Racing Club, como la Casa Tita Mattiussi —en donde se alojan los juveniles del equipo— o el Polideportivo Jorge Camba —en donde se desarrollan disciplinas aficionadas—.

### Aforo y vías de acceso
Originalmente, el Cilindro podía albergar a más de 120 000 espectadores. Fue diseñado para que fuera el segundo estadio más grande en Sudamérica, después del Maracaná de Río de Janeiro.
Desde 1983 hasta 1988, el estadio operó únicamente con el anillo inferior habilitado debido a una clausura total en 1981. En los años siguientes, las tribunas clausuradas fueron habilitándose paulatinamente. Entre 1995 y 1997, se instalaron plateas en el anillo superior, lo que redujo la capacidad del estadio a 70 000 espectadores.
Actualmente —por disposición de la AFA— se habilita un máximo de 55 000 personas (sin contar los pulmones de separación), distribuidas en 41 900 localidades.
| Sector                         | Localidades                                                    | Puertas                                                        |
| ------------------------------ | -------------------------------------------------------------- | -------------------------------------------------------------- |
| Popular Sur baja               | 12.000                                                         | 6, 10, 12 y 14                                                 |
| Popular Norte baja             | 9.000                                                          | 21, 23 y 25                                                    |
| Popular Norte alta (visitante) | 4.000                                                          | 24, 26 y 29                                                    |
| Damas                          | ----------                                                     | 5                                                              |
| Acceso discapacitados          | ----------                                                     | 2                                                              |
| Prensa                         | ----------                                                     | 31                                                             |
| Prensa visitante               | ----------                                                     | 28                                                             |
| Platea A                       | 2.600                                                          | 1, 5, 33 y 34                                                  |
| Platea B                       | 2.600                                                          | 16 y 17                                                        |
| Platea C                       | 4.000                                                          | 18 y 22                                                        |
| Platea D                       | 2.700                                                          | 3                                                              |
| Platea E                       | 5.000                                                          | 4, 7, 9, 11 y 13                                               |
| Total                          | 41 900 espectadores habilitados (55 000 espectadores en total) | 41 900 espectadores habilitados (55 000 espectadores en total) |

## Eventos

### Fútbol

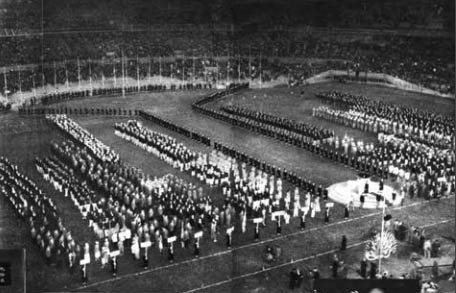
El Cilindro, sede de la apertura de los primeros Juegos Panamericanos (1951).

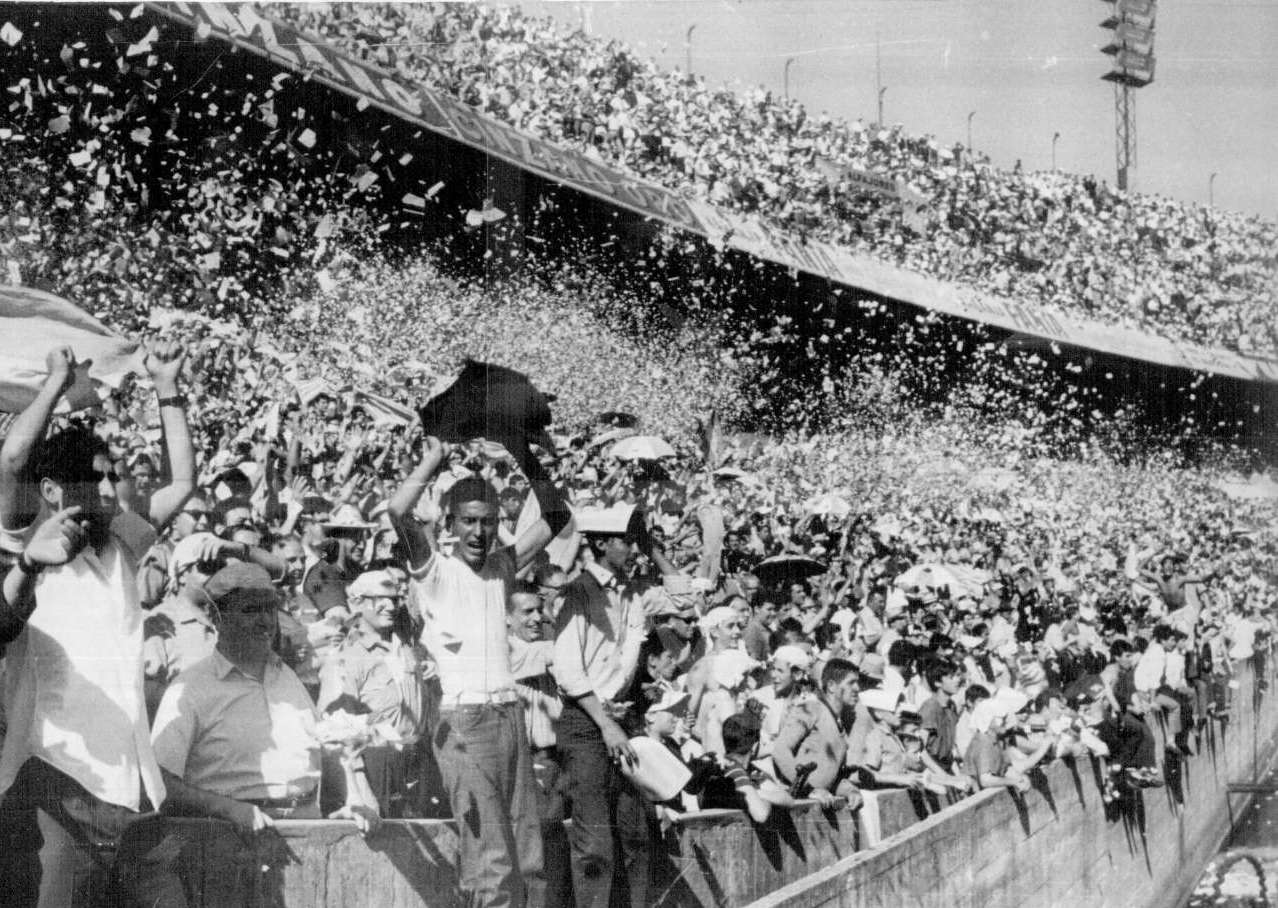
120 000 espectadores en la Copa Intercontinental (1967).

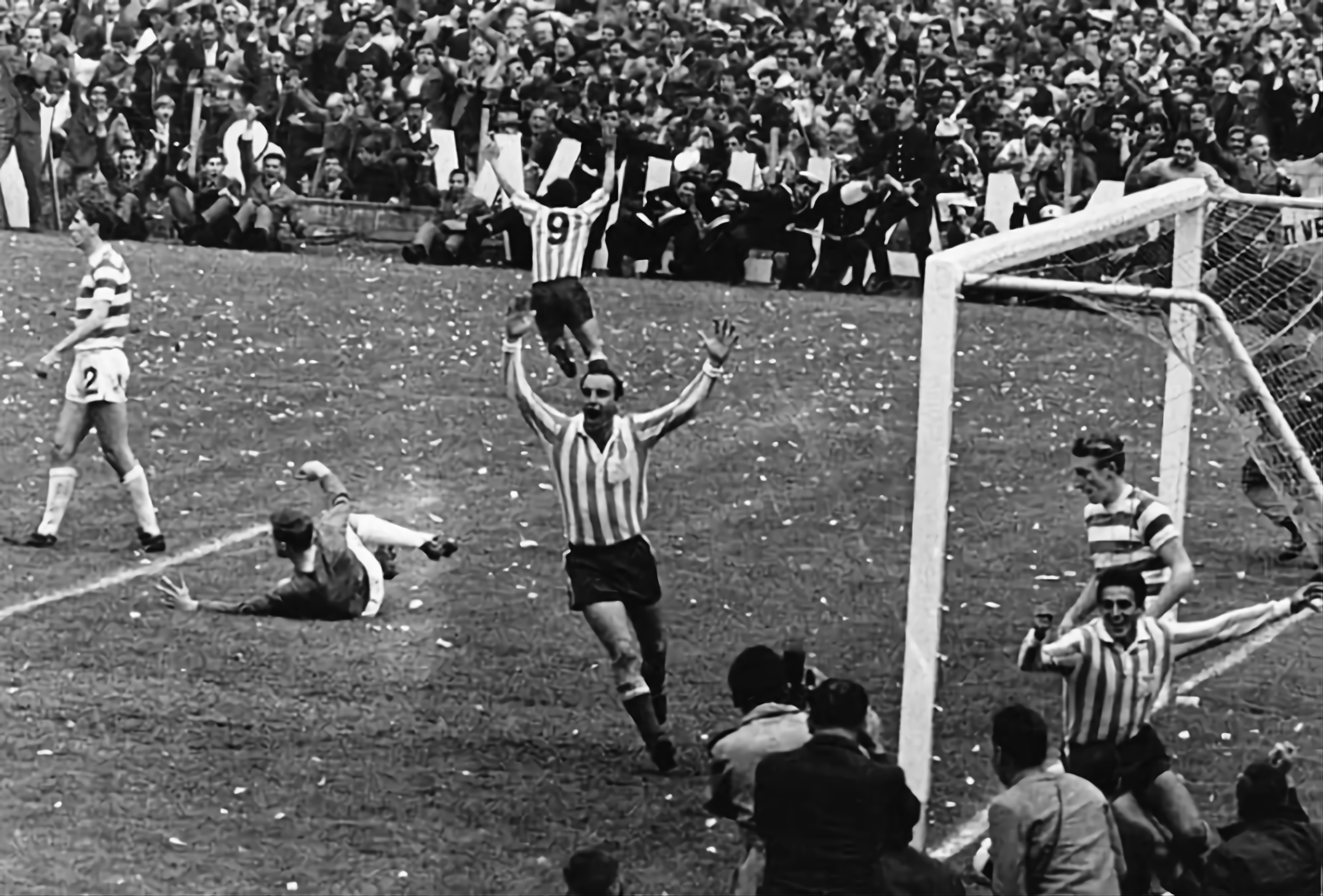
Gol de Cárdenas en la Copa Intercontinental (1967).

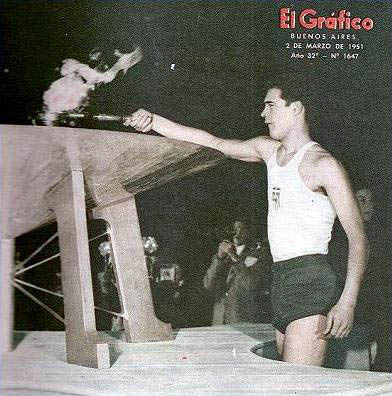
El atléta griego Aristidis Roubanis encendiéndo la llama inaugural de los Juegos Panamericanos de 1951 en el Estadio Presidente Perón.

#### Competiciones oficiales AFA
| N.º | Fecha                   | Final de competición    | Local             | Res. | Visitante               | Asistencia |
| --- | ----------------------- | ----------------------- | ----------------- | ---- | ----------------------- | ---------- |
| 1   | 24 de abril de 1955     | Copa Perón              | Estudiantes (LP)  | 1:2  | Lanús                   | 5000       |
| 2   | 6 de julio de 1969      | Metropolitano 1969      | Chacarita Juniors | 4:1  | River Plate             | 64 441     |
| 3   | 22 de diciembre de 1976 | Nacional 1976           | Boca Juniors      | 1:0  | River Plate             | 100 090    |
| 4   | 27 de diciembre de 1984 | Primera División B 1984 | Racing Club       | 1:3  | Gimnasia y Esgrima (LP) | –––––      |
| 5   | 17 de junio de 1995     | Primera D 1994-95       | Victoriano Arenas | 1:2  | J. J. Urquiza           | –––––      |
| 6   | 26 de mayo de 2007      | Primera B 2006-07       | Estudiantes (BA)  | 0:0  | Almirante Brown         | 20 000     |
| 7   | 2 de junio de 2007      | Primera B 2006-07       | Almirante Brown   | 0:0  | Estudiantes (BA)        | –––––      |
| 8   | 20 de diciembre de 2008 | Apertura 2008           | San Lorenzo       | 1:3  | Boca Juniors            | 26 000     |
| 9   | 23 de diciembre de 2008 | Apertura 2008           | Boca Juniors      | 0:1  | Tigre                   | 34 000     |
| 10  | 14 de agosto de 2016    | Copa Bicentenario       | Racing Club       | 0:1  | Lanús                   | 46 000     |
| 11  | 21 de diciembre de 2021 | Primera Nacional 2021   | Barracas Central  | 0:0  | Quilmes                 | 25 000     |

#### Competiciones internacionales a nivel confederativo e interconfederativo
| N.º | Fecha                   | Final de competición        | Local       | Res. | Visitante    | Asistencia |
| --- | ----------------------- | --------------------------- | ----------- | ---- | ------------ | ---------- |
| 1   | 15 de agosto de 1967    | Copa Libertadores 1967      | Racing Club | 0:0  | Nacional     | 99 148     |
| 2   | 1 de noviembre de 1967  | Copa intercontinental 1967  | Racing Club | 2:1  | Celtic       | 120 000    |
| 3   | 13 de junio de 1988     | Supercopa Sudamericana 1988 | Racing Club | 2:1  | Cruzeiro     | 55 789     |
| 4   | 25 de noviembre de 1992 | Supercopa Sudamericana 1992 | Racing Club | 1:0  | Cruzeiro     | –––––      |
| 5   | 5 de diciembre de 2007  | Copa Sudamericana 2007      | Arsenal     | 1:2  | América      | 18 717     |
| 6   | 13 de agosto de 2008    | Recopa Sudamericana 2008    | Arsenal     | 1:3  | Boca Juniors | 10 359     |
| 7   | 20 de febrero de 2025   | Recopa Sudamericana 2025    | Racing Club | 2:0  | Botafogo     | 35 538     |

#### Partidos internacionales
| N.º | Fecha                 | Competición               | Local      | Res. | Visitante  | Asistencia |
| --- | --------------------- | ------------------------- | ---------- | ---- | ---------- | ---------- |
| 1   | 27 de febrero de 1951 | Juegos Panamericanos 1951 | Costa Rica | 2:2  | Chile      | –––––      |
| 2   | 27 de febrero de 1951 | Juegos Panamericanos 1951 | Argentina  | 5:0  | Venezuela  | –––––      |
| 3   | 1 de marzo de 1951    | Juegos Panamericanos 1951 | Argentina  | 7:1  | Costa Rica | –––––      |
| 4   | 1 de marzo de 1951    | Juegos Panamericanos 1951 | Venezuela  | 3:2  | Paraguay   | –––––      |
| 5   | 3 de marzo de 1951    | Juegos Panamericanos 1951 | Paraguay   | 0:1  | Costa Rica | –––––      |
| 6   | 3 de marzo de 1951    | Juegos Panamericanos 1951 | Chile      | 1:2  | Argentina  | –––––      |
| 7   | 5 de marzo de 1951    | Juegos Panamericanos 1951 | Costa Rica | 3:1  | Venezuela  | –––––      |
| 8   | 5 de marzo de 1951    | Juegos Panamericanos 1951 | Chile      | 1:1  | Paraguay   | –––––      |
| 9   | 7 de marzo de 1951    | Juegos Panamericanos 1951 | Paraguay   | 0:2  | Argentina  | –––––      |
| 10  | 7 de marzo de 1951    | Juegos Panamericanos 1951 | Venezuela  | 1:4  | Chile      | –––––      |
| 11  | 8 de julio de 1956    | Copa del Atlántico 1956   | Argentina  | 0:0  | Brasil     | –––––      |
| 12  | 26 de abril de 1958   | Partido amistoso          | Argentina  | 2:0  | Paraguay   | –––––      |

### Conciertos
| N.º | Fecha                    | Artista / Banda | Tour / Gira          | Asistencia |
| --- | ------------------------ | --------------- | -------------------- | ---------- |
| 1   | 18 de diciembre de 1998  | Los Redondos    | Tour El último bondi | ≈45 000    |
| 2   | 19 de diciembre de 1998  | Los Redondos    | Tour El último bondi | ≈45 000    |
| 3   | 27 de noviembre de 2010  | Rammstein       | LIFAD Tour           | ≈40 000    |
| 4   | 18 de septiembre de 2011 | Judas Priest    | Epitaph World Tour   | ≈30 000    |
| 4   | 18 de septiembre de 2011 | Whitesnake      | Epitaph World Tour   | ≈30 000    |
| 5   | 14 de julio de 2012      | Viejas Locas    | Contra la pared      | ≈25 000    |
| 6   | 6 de enero de 2024       | La Renga        | Alejado de la red    | ≈50 000    |
| 7   | 9 de enero de 2024       | La Renga        | Alejado de la red    | ≈50 000    |
| 8   | 11 de enero de 2024      | La Renga        | Alejado de la red    | ≈50 000    |
| 9   | 13 de enero de 2024      | La Renga        | Alejado de la red    | ≈50 000    |
| 10  | 20 de abril de 2024      | Wos             | Gira Descartable     | ≈40 000    |

### Política
| N.º | Fecha                 | Político                       | Partido          | Asistencia |
| --- | --------------------- | ------------------------------ | ---------------- | ---------- |
| 1   | 16 de octubre de 2017 | Cristina Fernández de Kirchner | Unidad Ciudadana | ≈100 000   |